# Эрэл
НПФ «Эрэл» — российский негосударственный пенсионный фонд. Полное наименование — Негосударственный пенсионный фонд «Эрэл». Штаб-квартира фонда расположена в Якутске. Управляющие компании — ЗАО УК «Инвестиционный стандарт» (Москва), ООО УК «Портфельные инвестиции» (Москва), ООО УК «РФЦ капитал» (Магнитогорск). Лицензия аннулирована 19 ноября 2015 г.

## История
Негосударственный пенсионный фонд «Эрэл» создан 25 сентября 1995 года. С 2002 года в Республике Саха (Якутия) действует Президентская программа социально-экономического развития села, одним из разделов которой является негосударственное пенсионное обеспечение сельских жителей. В рамках данной программы разработан и внедрен механизм встречного негосударственного пенсионного обеспечения сельских товаропроизводителей Якутии. С этой целью правительством Якутии был определен уполномоченный негосударственный пенсионный фонд «Эрэл», создана его расширенная агентская и представительская сеть в улусах республики.
В марте 2004 года опыт Якутии в решении пенсионного вопроса сельских жителей был рассмотрен и одобрен на заседании Комитета по аграрно-продовольственной политике Совета Федерации РФ. В качестве обмена опытом, в течение 2004—2005 годов в Якутске были проведены встречи, научно-практические конференции и круглые столы по проблемам пенсионного обеспечения жителей. Субъекты РФ подчеркнули значимость республиканского опыта в использовании дополнительных механизмов пенсионного обеспечения сельских жителей, заслуживающую распространения и внедрения в регионах России.
Необходимость в практическом применении якутского опыта возникла в 2004 году со стороны руководства Агинского Бурятского автономного округа. Между администрацией округа и НПФ «Эрэл» было подписано соглашение о взаимодействии в области негосударственного пенсионного обеспечения сельских жителей. Утверждена окружная целевая программа встречного финансирования, рассчитанная на несколько лет с бюджетом 13 млн рублей. На основании открытого тендера, проведенного окружной администрацией, НПФ «Эрэл» был определен исполнителем данной программы. С этой целью подписаны договоры негосударственного пенсионного обеспечения с муниципальными образованиями Агинского Бурятского АО, которые выступают вкладчиками в пользу сельских работников.

## Регистрация и лицензирование
Свидетельство о государственной регистрации № 1564 выдано министерством юстиции республики Саха (Якутия) 25 сентября 1995 года. В августе 2004 года НПФ «Эрэл» получил право осуществлять деятельность по обязательному пенсионному страхованию накопительной части трудовой пенсии граждан. Фонд действует на основании лицензии № 89/2 от 1 ноября 2007 года, выданной Федеральной службой по финансовым рынкам.

## Деятельность
Помимо участия в республиканских программах пенсионного обеспечения, НПФ «Эрэл» предлагает своим клиентам полный спектр услуг по обязательному пенсионному страхованию, корпоративным пенсионным программам и негосударственному пенсионному обеспечению.
Пенсионный фонд Российской Федерации по трансферагентскому соглашению предоставил НПФ «Эрэл» возможность принимать от граждан заявления о переводе накопительной части пенсии из ПФР в НПФ и заявления на участие в программе софинансирования пенсии.

### Показатели деятельности
Общие показатели деятельности Фонда (на начало 2011 года):
- совокупный вклад учредителей — 82 720 тыс. рублей;
- собственное имущество фонда — 670 665 тыс. рублей;
- пенсионные резервы — 183 860 тыс. рублей;
- пенсионные накопления — 407 654 тыс. рублей;
- количество действующих договоров негосударственного пенсионного обеспечения — 32 040;
- количество действующих договоров обязательного пенсионного страхования — 24 165;
- количество Участников получающих дополнительную пенсию — 2008.

## Образовательные и благотворительные программы
Негосударственный пенсионный фонд «Эрэл», Ассоциация НПФ Сибири и Дальнего Востока РФ и журнал «Пенсионные Деньги» объявили Всероссийский конкурс сочинений и рисунков «Завтра начинается сегодня» среди учащихся средних общеобразовательных школ.
В Якутии в организации конкурса принимает участие совет головного координационного центра Всероссийской научно-социальной программы для молодежи и школьников «Шаг в будущее». Цель конкурса — заложить основы пенсионной культуры еще в детстве. Данный конкурс ведет свою историю с первого конкурса сочинений и рисунков среди учащихся средних школ города Якутска, состоявшегося в 2005 году.